# Unterammergau
Unterammergau är en kommun och ort i Landkreis Garmisch-Partenkirchen i Regierungsbezirk Oberbayern i förbundslandet Bayern i Tyskland.
Kommunen ingår i kommunalförbundet Unterammergau tillsammans med kommunen Ettal.